# 新古塔 (季斯梅尼齊亞區)
48°59′29″N 24°34′56″E / 48.99139°N 24.58222°E
新古塔（烏克蘭語：Нова Гута），是烏克蘭西部的村莊，隸屬伊萬諾-弗蘭科夫斯克州的伊萬諾-弗蘭科夫斯克區。該村始建於1767年，面積2.27平方公里，2001年人口188，人口密度每平方公里82.8人。